# Base aérienne de Tel Nof
 (octobre 2012).
Si vous disposez d'ouvrages ou d'articles de référence ou si vous connaissez des sites web de qualité traitant du thème abordé ici, merci de compléter l'article en donnant les références utiles à sa vérifiabilité et en les liant à la section « Notes et références ».

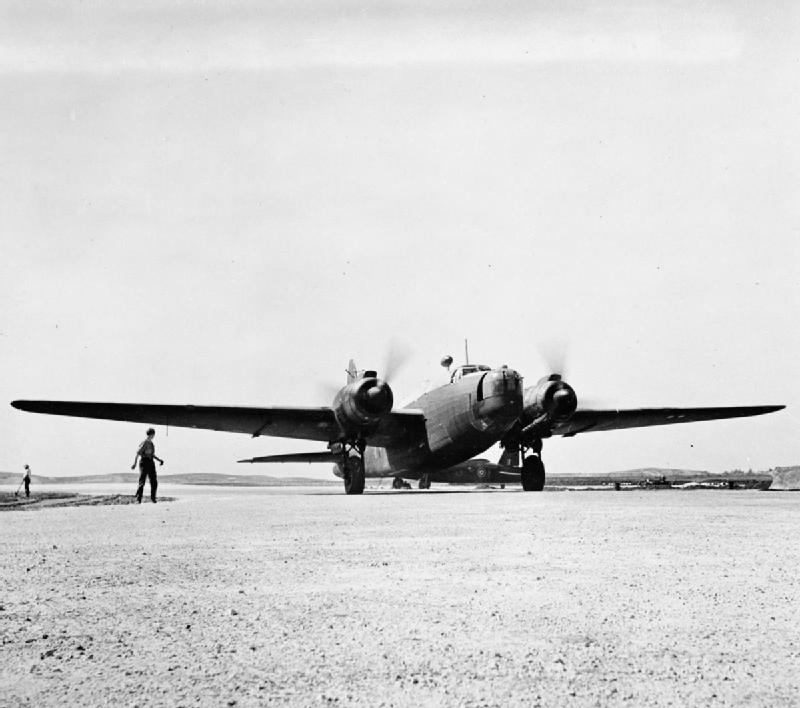
Un Vickers Wellington de la Royal Air Force sur la base en 1944 ou 1945.

La base aérienne de Tel Nof, également connue sous le nom d'Air Force Base 8, est l'une des trois principales bases aériennes de l'armée de l'air israélienne. Elle est située près de Rehovot. Tel Nof était à l'origine RAF Aqir, la principale base de la Royal Air Force en Palestine mandataire. Au cours de la guerre israélo-arabe de 1948, il lui a été donné le nom de base aérienne d'Ékron.
Aujourd'hui, Tel Nof héberge plusieurs escadrons d'hélicoptères de combat. Plusieurs unités spéciales des Forces de défense israéliennes y sont également situées, notamment l'Unité 669, aéronefs de combat de recherche et de sauvetage, et le centre de formation des parachutistes.